# Alter Ehrenfelder Friedhof

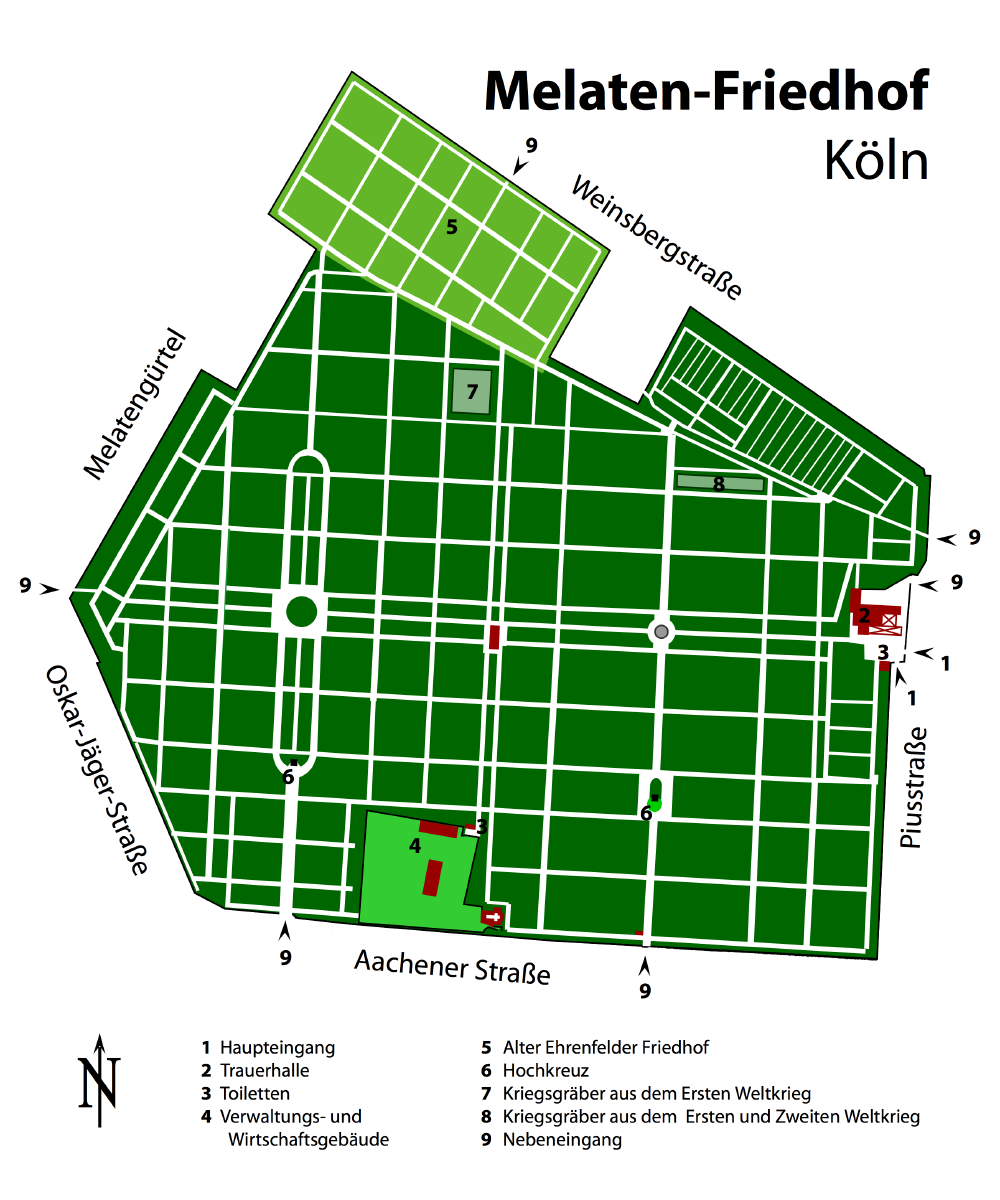
Lage des Alten Ehrenfelder Friedhof (hellgrün) am Melaten-Friedhof (dunkelgrün)

Der Alte Ehrenfelder Friedhof an der Weinsbergstraße wurde 1870 als kommunaler Friedhof der damals selbstständigen Gemeinde Ehrenfeld angrenzend an den Kölner Friedhof Melaten angelegt, nachdem den Ehrenfelder Bürgern durch einen Kölner Ratsbeschluss die Beerdigung auf dem Melaten-Friedhof verwehrt wurde.
Der ehemals eigenständige Ehrenfelder Friedhof, der heute in den Melaten-Friedhof integriert ist, wurde am 1. Juli 1980 unter Denkmalschutz gestellt.

## Geschichtlicher Hintergrund

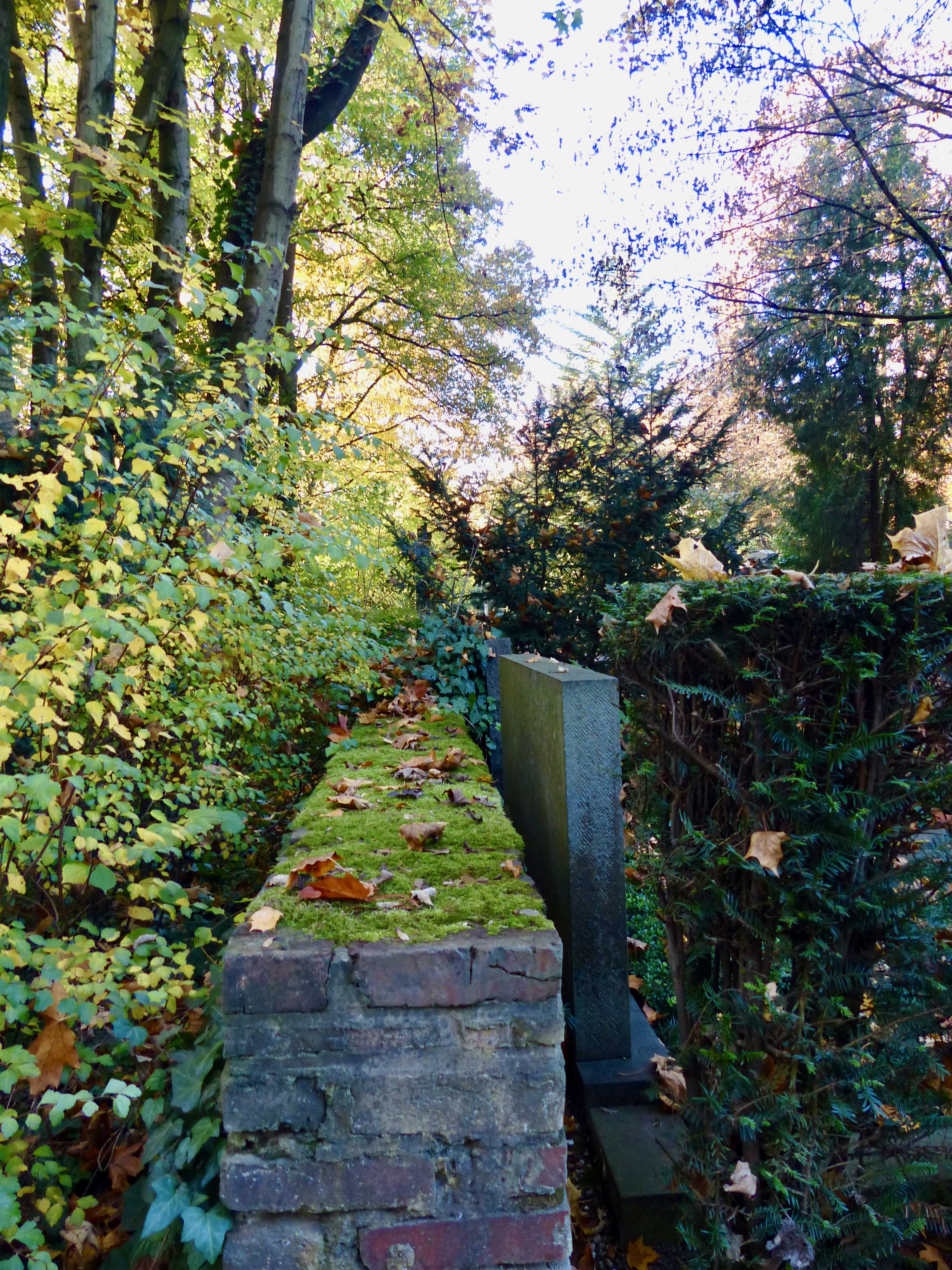
Mauer des Alter Ehrenfelder Friedhofs zum Friedhof Melaten

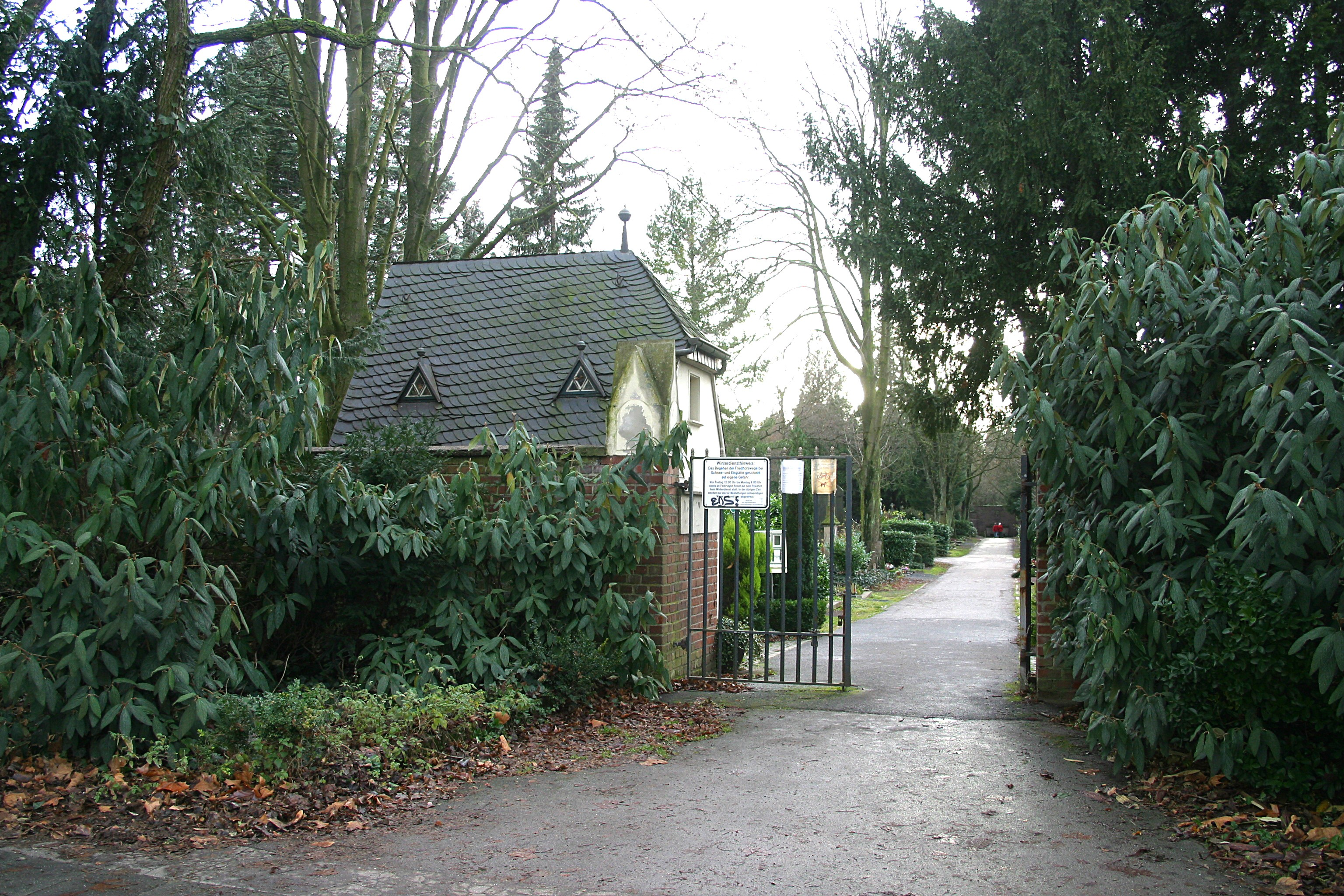
Eingang zum Ehrenfelder Friedhof mit dem Pförtnerhäuschen

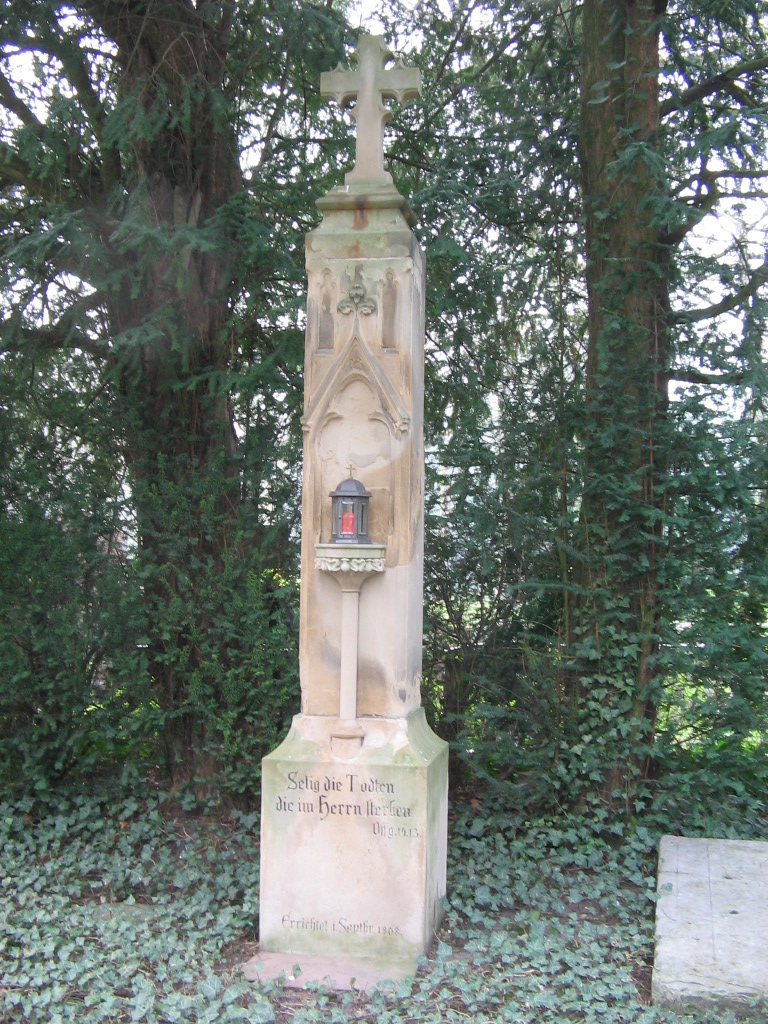
Ehrenfelder Hochkreuz (1869)

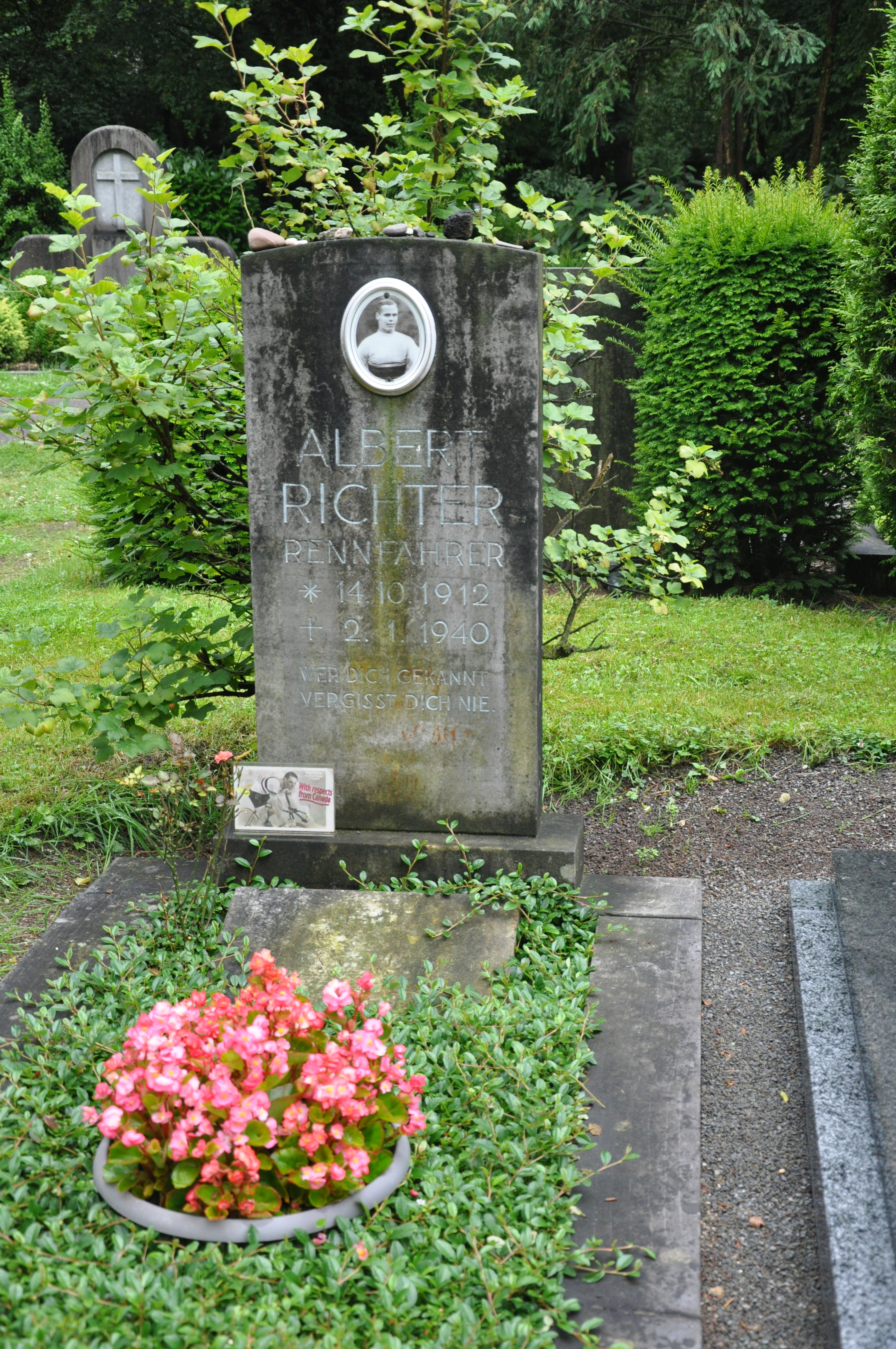
Grab des Radrennfahrers Albert Richter

Die Toten der Gemeinde Ehrenfeld wurden bis zur Mitte des 19. Jahrhunderts auf dem Kirchhof St. Mechtern bestattet. Durch das Bevölkerungswachstum zu Beginn des 19. Jahrhunderts wurde es notwendig, einen neuen Begräbnisplatz anzulegen. 1824 wurde ein Friedhof an der Ecke Venloer Straße / Alpener Straße (heute Alpenerplatz) eröffnet, auf dem die Ehrenfelder ihre Toten bestatten konnten. Bereits 30 Jahre später mussten die Ehrenfelder Verstorbenen aus Kapazitätsgründen auf dem Friedhof an der Feltenstraße in Bickendorf begraben.
Am 6. Februar 1867 wurde von der Gemeinde Ehrenfeld an den Rat der Stadt Köln das Ansuchen gestellt, die Verstorbenen auf dem Friedhof Melaten zu begraben. Der Rat der Stadt Köln lehnte die Anfrage mit der Begründung ab, dass jede Gemeinde selbst entsprechende Bestattungsmöglichkeiten zu schaffen habe.
Im Jahr 1869 wurde begonnen, den kommunalen Ehrenfelder Friedhof in unmittelbar nördlich von Melaten zu planen. Das rechtwinklig angelegte Wegesystem orientierte sich nicht an den Wegen auf Melaten, sondern an der Ausrichtung der Ehrenfelder Kirchhofstraße (ab 1903 Weinsbergstraße). Die beiden Friedhöfe wurden ursprünglich von der Widdersdorfer Straße getrennt. Später endete die Widdersdorfer Straße – in Terrassenweg umbenannt – an der Mechternstraße. Eine Mauer zwischen beiden Friedhofsanlagen und ein unterschiedliches Höhenniveau dokumentiert auch heute noch die unterschiedliche Konzeption der ursprünglichen Anlage beider Friedhöfe.
Am 31. Juli 1870 wurde der katholische Teil des Ehrenfelder Friedhofs eingeweiht. Gemäß dem Friedhofsreglement vom 11. Februar 1870 wurden die Verstorbenen damals getrennt nach Konfessionen auf dem Friedhof beerdigt.
Der ursprüngliche Ehrenfelder Friedhof reichte von der Geisselstraße bis zur Mechternstraße. Bereits zehn Jahre nach der Einweihung wurde es notwendig, eine Friedhofserweiterung zu planen. 1885 wurde der Friedhof in westliche Richtung auf die heutige Größe erweitert. Ursprünglich war geplant, für den Friedhof eine neuromanische Trauerhalle zu errichten. Dieses Projekt wurde jedoch nicht verwirklicht. 1895 ging die Verwaltung einschließlich der Neuanlage und Bepflanzung der Grabstätten in die Verantwortung des Melaten-Friedhofs über.
Zu den denkmalgeschützten Hochbauten und Kleindenkmälern zählen das Pförtnerhäuschen am Eingang Weinsbergstraße, die Friedhofsmauer aus zum Teil noch originalen Ziegelsteinen und das Hochkreuz sowie eine mittelalterliche Grabplatte, die bei Rekonstruktionsarbeiten am Hochkreuz gefunden wurde.
Das eingeschossige, mit Schiefern gedeckte Pförtnerhäuschen wurde 1914 nach den Plänen von Hans Verbeek neben dem schmiedeeisernen Tor des heutigen Haupteingangs errichtet.  Der ursprüngliche Haupteingang lag früher weiter südöstlich. Zur ursprünglichen Ausstattung des Friedhofs zählt das Hochkreuz, das 1868 nach einem Entwurf von Vincenz Statz angefertigt wurde. Die quadratische Hochstele wird von einem Kreuz bekrönt und zeigt auf dem Postament die Inschrift „Selig die Todten – Die im Herrn sterben. Offg. 14.14“ ergänzt auf der linken Seiten durch die Inschrift „Geschenkt von Jac(ob) Wahlen in Cöln 1868“. Bei der Sanierung des Hochkreuzes in den 1990er Jahren wurde im Fundamentbereich eine mittelalterliche Wappengrabplatte aus dem frühen 15. Jahrhundert entdeckt, die vermutlich aus St. Mechtern stammt und als Zweitverwendung beim Bau des Hochkreuzes eingesetzt wurde.
Auf dem Friedhof befindet sich das Grab des Kölner Radweltmeisters Albert Richter, dessen Elternhaus sich in Fußnähe in der Sömmeringstraße befand. 1940 wurde Richter mutmaßlich ein Opfer der Gestapo.

## Grabmäler auf dem Ehrenfelder Friedhof
Im Rahmen einer denkmalpflegerischen Begutachtung wurden 2010 auf dem Alten Ehrenfelder Friedhof 57 denkmalwerte Grabmale ausgewiesen, von denen 16 noch aus dem 19. Jahrhundert stammen. Die meisten denkmalwerten Grabmale sind in Form von Stelen (15), Kreuzen und Kreuzstelen (18) ausgeführt worden. Bis in die 1920er Jahre wurden seriell, vorwiegend von der Galvanoplastischen Kunstanstalt in Geislingen an der Steige gefertigte, galvanoplastische Figuren in Form von Engeln und trauernden Frauen als Grabplastiken aufgestellt.
Einige der Grabsteine auf dem Friedhof besitzen kulturhistorische Bedeutung und sind von namhaften lokalen und überregional tätigen Künstlern, wie Antonio Gobbo, Wilhelm Fassbinder, Emil Rudolf Mewes oder Peter Hecker angefertigt worden.

Denkmalwerte Grabmäler
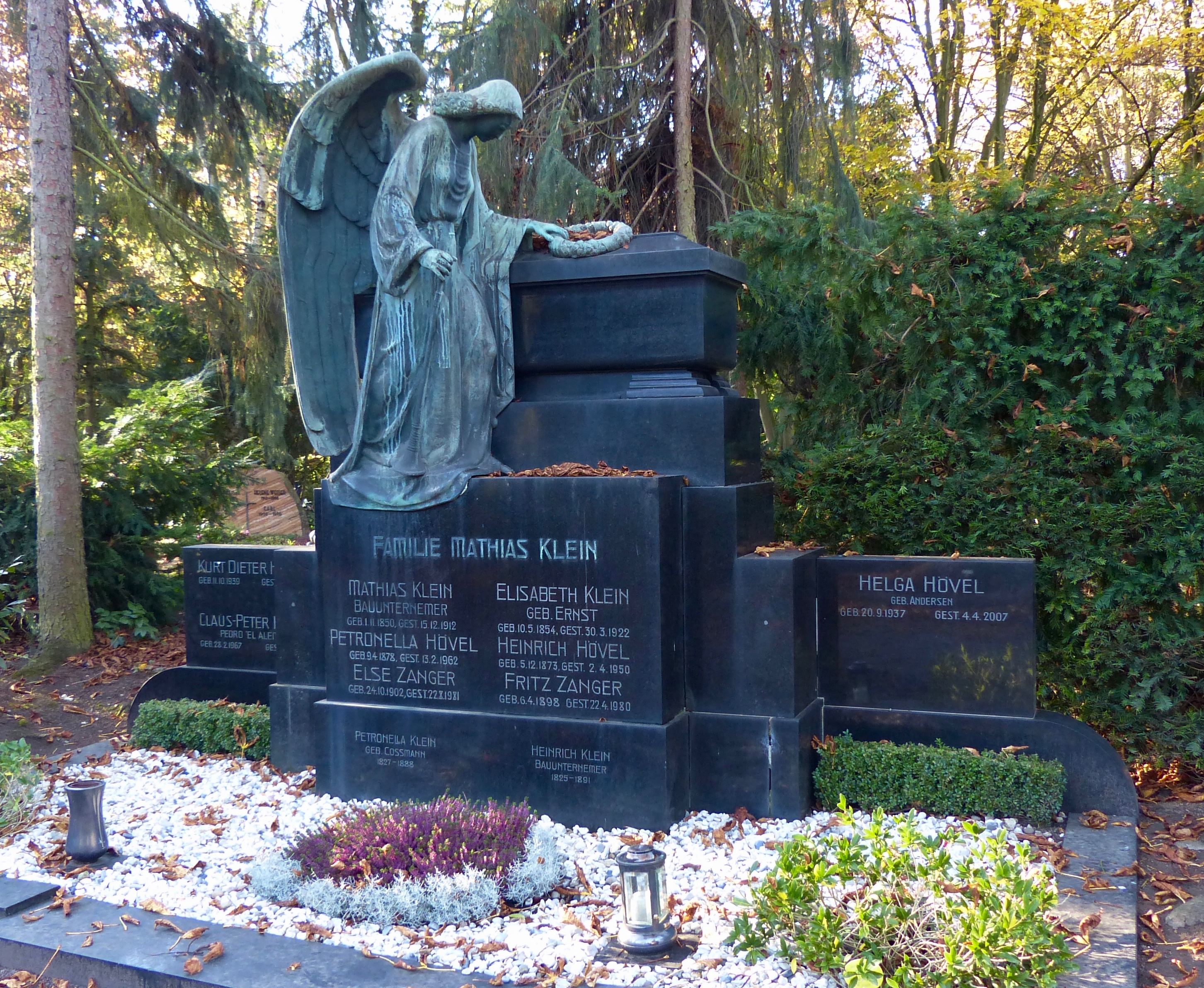
Familie Mathias Klein (1888)
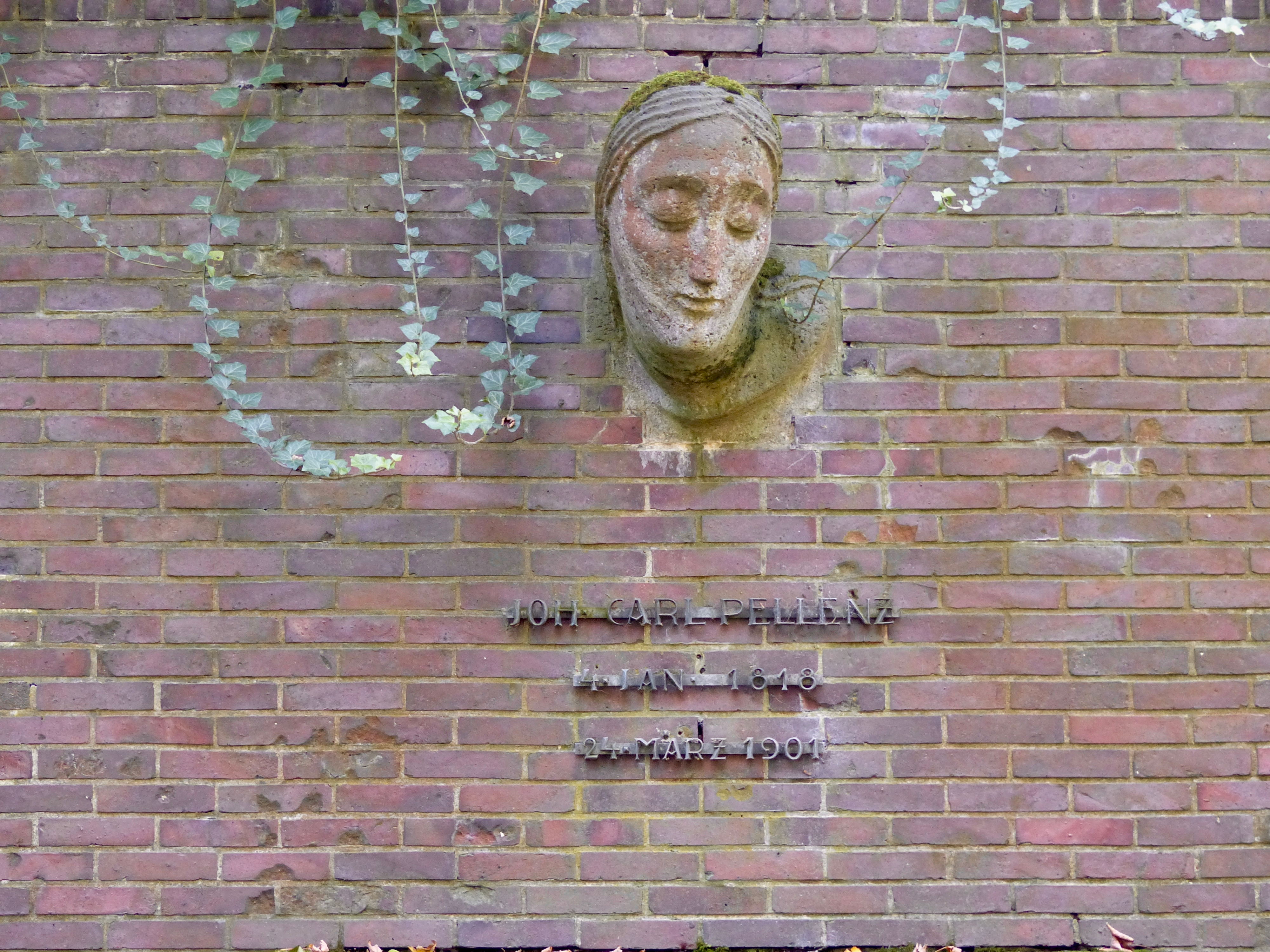
Johann Carl Pellenz (1901)
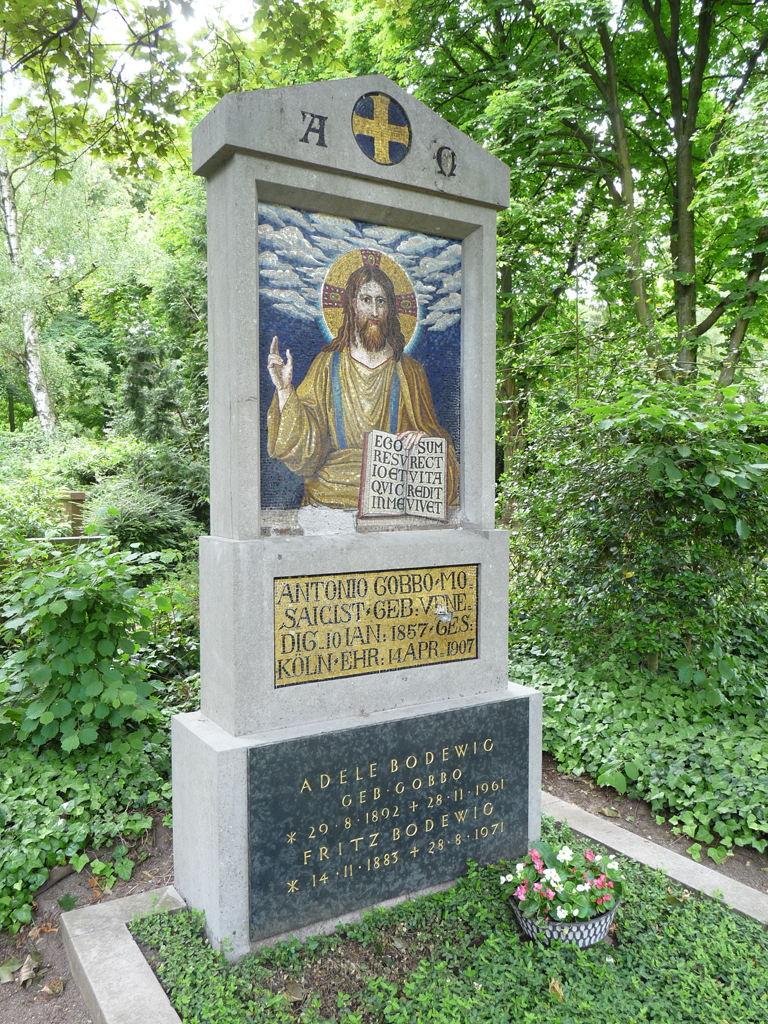
Grabmal Antonio Gobbo (1907)
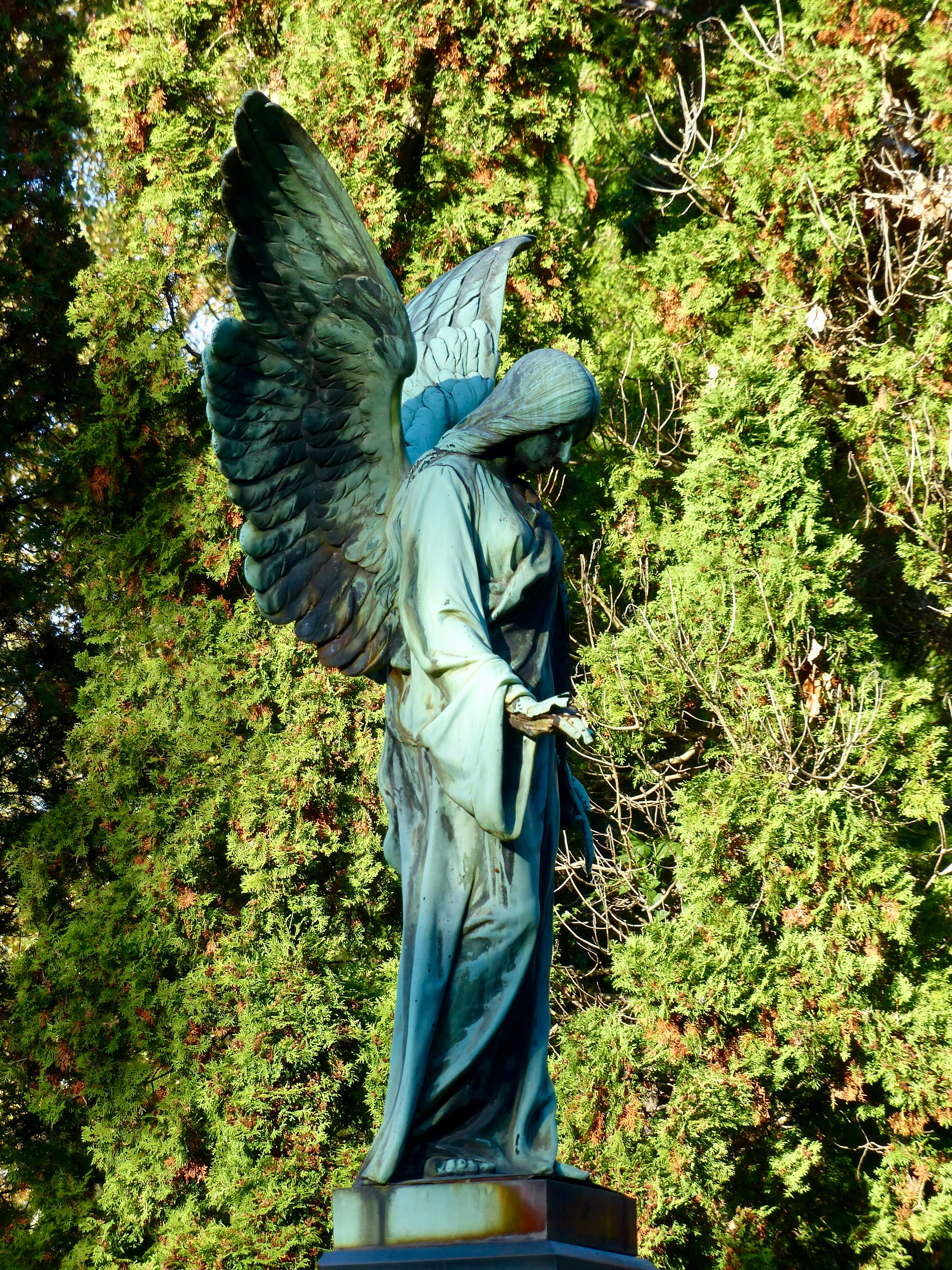
Lieschen Esser (1909)
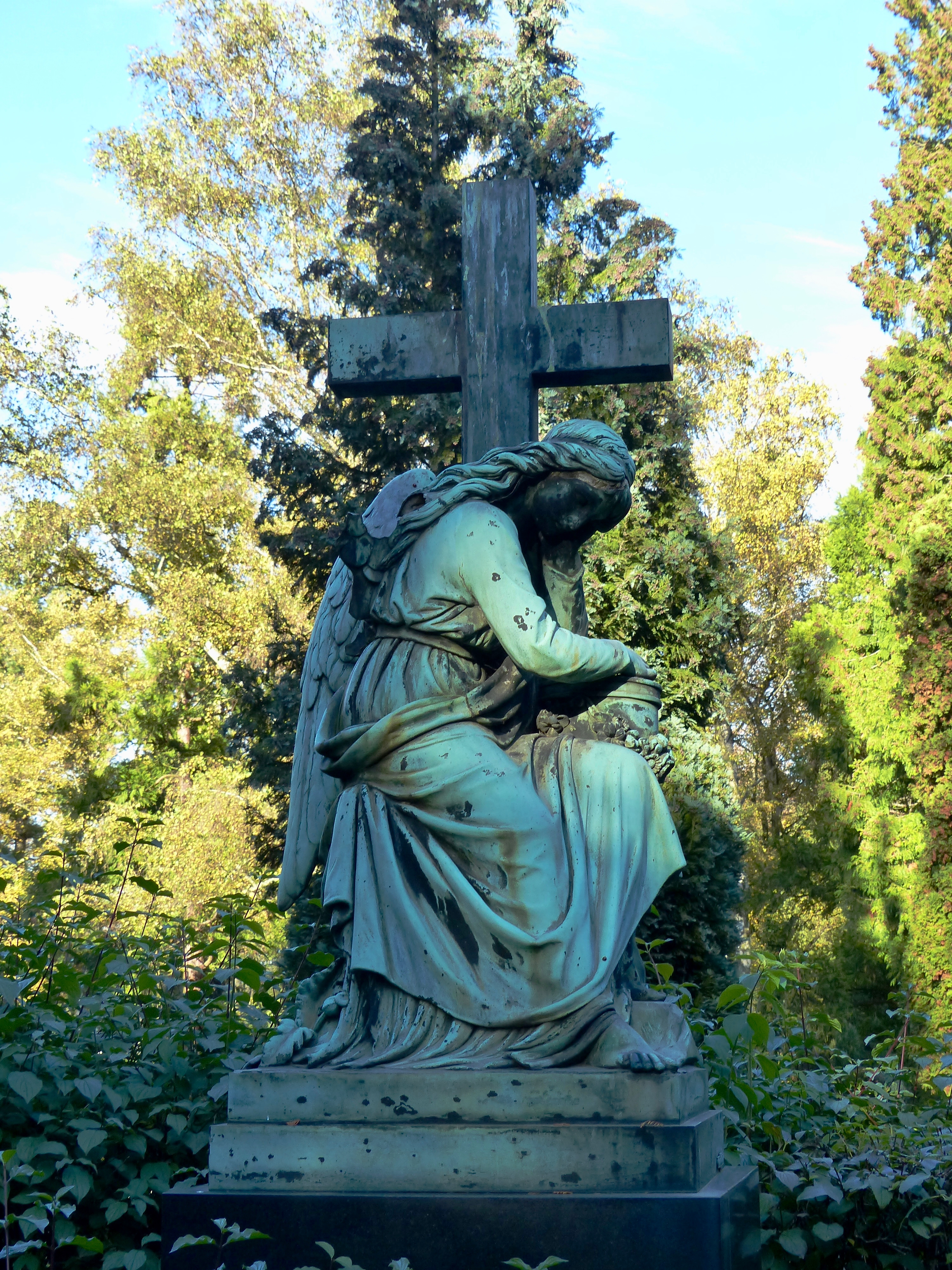
Grabmal Engelbert Hastenflug (1910)
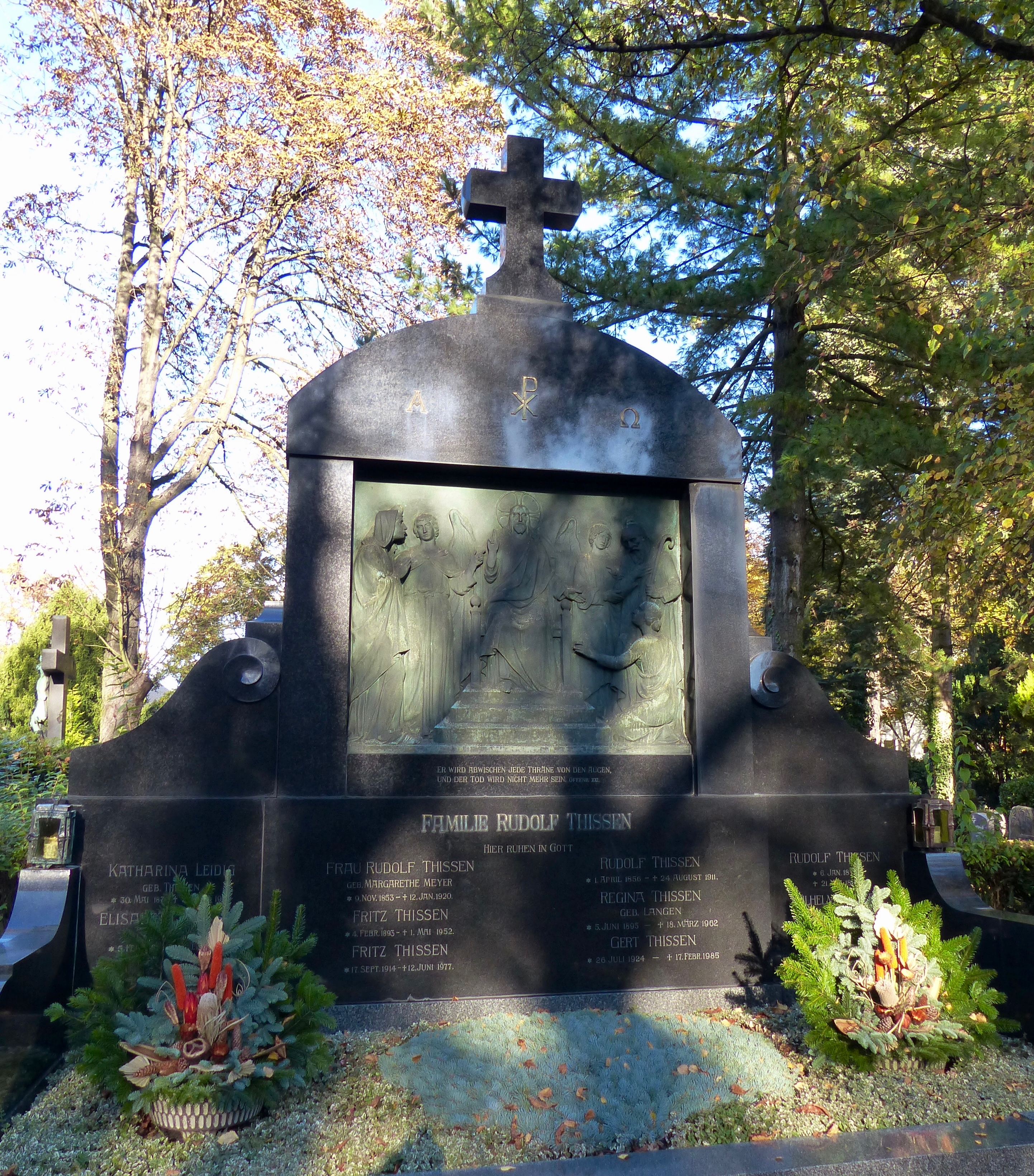
Grabmal Rudolf Thissen (1911)